# Операция «Боденплатте»
Операция «Боденплатте» (нем. Unternehmen Bodenplatte «Опорная плита») — последняя крупная воздушная операция Люфтваффе, целью которой нанесение массированного удара истребителями-бомбардировщиками по аэродромам англо-американских войск в странах Бенилюкса. Для проведения операции были привлечены практически все силы дневной истребительной авиации Люфтваффе на Западном фронте. В результате проведения операции было уничтожено около 500 самолетов союзников.
Секретность операции была настолько высокой, что не все немецкие сухопутные и военно-морские силы были проинформированы об операции, и некоторые подразделения понесли потери от дружественного огня. Британская радиотехническая разведка зафиксировала перемещение и наращивание немецких военно-воздушных сил в регионе, но не осознавала, что операция неизбежна. Операция достигла некоторого неожиданного и тактического успеха, но в конечном итоге оказалась неудачей. 
Большое количество самолетов союзников было уничтожено на земле, но заменено в течение недели. Потери среди летного состава союзников были небольшими, поскольку большинство потерь союзников были на земле, а потери Люфтваффе, в первую очередь пилотов, оказались критическими. Анализ после боя показал, что только 11 из 34 воздушных боевых групп Люфтваффе нанесли удары вовремя и с неожиданностью. 
Операция не смогла достичь превосходства в воздухе, даже временного, немецкие сухопутные войска продолжали подвергаться атакам авиации союзников. 

### Комментарии
1. ↑  Agreement #4 of the 11 June 1940 between the United Kingdom and Poland recognised the Polish Navy and Army as sovereign but that of the Air Force was refused. Agreement #7 reversed this decision in June 1944, and the Polish Air Force was "returned" to full Polish jurisdiction (with the exception of combat assignments, although the Poles retained the right to veto).[1]